# Лолия Сатурнина
Вижте пояснителната страница за други личности с името Лолия.
Лолия Сатурнина (на латински: Lollia Saturnina; * ок. 10 г.; † сл. 41 г.) е сестра на императрица Лолия Павлина. Двете сести са прочути с красотата и грацията си.

## Биография
Произлиза от фамилията Лолии. Далечна роднина е на император Тиберий. Дъщеря е на Марк Лолий Павлин Младши, който вероято през 31 г. e суфектконсул, и на Волузия Сатурнина. Внучка е на много богатия Марк Лолий Павлин, който е консул през 21 пр.н.е. и възпитател и съветник на Гай Цезар (синът на Марк Випсаний Агрипа и Юлия Старша) по време на мисията му на Изток. По-малка сестра е на Лолия Павлина, втората съпруга първо на Публий Мемий Регул и 38 г. третата съпруга на Калигула за около шест месеца.
Лолия Сатурнина се омъжва за Децим Валерий Азиатик (суфектконсул 35 и консул 46 г.). През 47 г. Валерия Месалина го обвинява за изневяра с Попея Сабина Старша и чрез Публий Суилий Руф му прави процес. След присъдата той си разрязва вените. Двамата имат син Децим Валерий Азиатик (* 35; † 69), който се жени за Галерия Вителия, дъщеря на император Вителий, и е номиниран за суфектконсул 69 г., но умира преди да встъпи в длъжност. Той има син Децим Валерий Азиатик Сатурнин (суфектконсул 94 г., консул 125 г.).
В началото на 39 г. Лолия Сатурнина става любовница на император Калигула, след развода му с Лолия Павлина, понеже била безплодна.